# Bernard Olejniczak

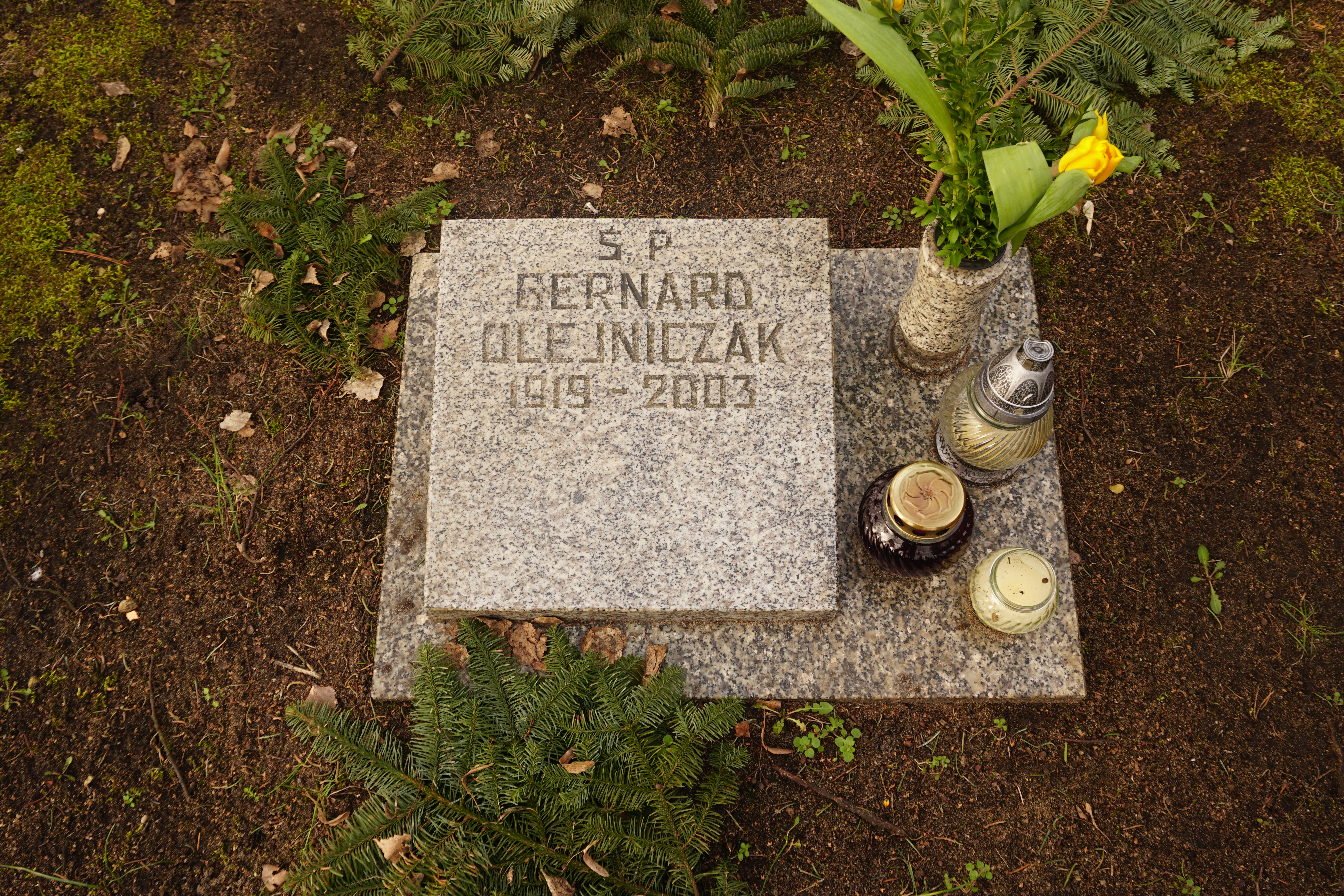
Grób Bernarda Olejniczaka na Cmentarzu Junikowskim

Bernard Olejniczak (ur. 29 listopada 1919 w Kościanie, zm. 28 października 2003 w Poznaniu) – polski bibliotekarz i filolog. Dyrektor Biblioteki Raczyńskich w Poznaniu i Biblioteki Poznańskiego Towarzystwa Przyjaciół Nauk.

## Życiorys
Wywodził się z rodziny inteligenckiej o tradycjach patriotycznych. Ojciec był lekarzem, działaczem polskim w czasach zaboru pruskiego i uczestnikiem powstania wielkopolskiego. Maturę zdał w Kościanie (Gimnazjum św. Stanisława Kostki). Absolwent Uniwersytetu Poznańskiego (filologia germańska i romańska). Od 1949 kierownik Działu Zbiorów Specjalnych w Bibliotece Raczyńskich. Po epizodzie połączenia książnicy z Wojewódzką Biblioteką Publiczną (1955-1956), został kierownikiem i dyrektorem (od 1957) Biblioteki Raczyńskich. Funkcję tę pełnił do 1962, kiedy to zwolniono go za brak działań mających na celu upowszechnianie księgozbioru i spadek liczby czytelników (koncentrował się przede wszystkim na pracy naukowej przy opracowywaniu najbardziej wartościowej części zbioru). Władze miejskie (pracodawca) nie cofnęły swojej decyzji nawet po proteście Ministerstwa Kultury i Sztuki i po wydaniu nakazu jej cofnięcia. Od 1963 dyrektor Biblioteki PTPN. Polska Akademia Nauk powierzyła mu reorganizację księgozbiorów stacji naukowych w Rzymie i Paryżu.
Odznaczony odznaką honorową „Za Zasługi w Rozwoju Województwa Poznańskiego”, Odznaką Honorową Miasta Poznania, Złotym Krzyżem Zasługi, jak również Krzyżem Kawalerskim i Krzyżem Oficerskim Orderu Odrodzenia Polski.
Został pochowany na Cmentarzu Junikowo w Poznaniu (pole 5-5-41-8).